# Peștera Poarta lui Ionele
Peștera Poarta lui Ionele este situată pe teritoriul Comunei comunei Gârda de Sus, județul Alba, în Munții Bihorului.

## Localizare
Peștera Poarta lui Ionel este situată în versantul drept al Văii Ordancușa, la o altitudine de 800 m, în calcare triasice. Se poate ajunge la ea prin Valea Arieșului, din comuna Gârda de Sus, urmând cale de 2,5 km drumul DJ750 ce pornește din centrul comunei spre Peștera Scărișoara pe Valea Ordâncușa46°28′01″N 22°50′17″E / 46.46694°N 22.83806°E

## Istoric
Peștera este semnalată de J. Vass încă din 1857, iar în 1921 este cercetată de P. Chappuis, R. Jeannel si Emil Racovita.
În anul 1986 în timpul filmărilor pentru lung metrajul Flăcări pe comori în regia lui Nicolae Mărgineanu, cascadorul speolog Viorel Roru Ludușan explorează a doua intrare în peșteră, un aven care debușază în galeria principală în zona intrării. În film a fost introdusă o secventă din acest loc.Tot atunci identifica și intrarea în Galeria Polaris dar din lipsă de timp nu o explorează.
Abia în 1988, în timpul explorărilor din peștera vecina, Zgurăști, membrii Alpin Speo Club Polaris Blaj, la o tură de încălzire se cațără pe hornul din finalul peșteri și explorează Galeria Polaris. Cu această ocazie Viorel Ludușan realizează o hartă detailată a peșterii. În anul 1989, tot ei realizează amenajarea turistică a peșterii.
În 1999, peștera Poarta lui Ionele a fost declarată monument al naturii și inclusă pe lista ariilor protejate din România.

## Descriere
Peștera Poarta lui Ionele este locul in care ies la lumină apele ce se pierd în ponoarele și dolinele de pe valea oarbă dintre Iapa (Dealul Frumos) si cătunul Mununa. Această a fost dovedită de colorările cu fluoresceină . facute de speologii clujeni. Este aceiași apă ce trece prin Peștera-aven Ghețarul de sub Zgurăști care se găsește la 130 m distantă. Colorările cu fluoresceină făcute de Clubul Polaris în finalul activului din Zgurăști au apărut în Poarta lui Ionele după 24 de ore, confirmând legătura dintre ele, dar și viteza extrem de mica de curgere a apei datorată imenselor lacuri în care staționează. Apa saturată cu calcar dizolvat precipită pe distanța dintre peșteră și vărsarea în Ordincușa, 150 m mai jos și formează frumoase cascade de travertinși gururi. 
Intrarea în peșteră se face printr-un portal înalt de 22 m. După primii 10 m, coborând panta de grohotiș întâlnim izbucul sub peretele stâng activ tot timpul anului.  La 50 m de la intrare, galeria peșterii cotește în unghi drept la stânga. Urmează o săritoare care se urcă ușor datorită aderenței podelei, în fapt un perete vechi de gur. Galeria e foarte înaltă, 32 m.  Peștera își pastrează profilul avand podeaua acoperită de pietriș sau bazine de tip gur. După 20 m apare un nou cot de 90° la stânga. În fundul galeriei se coboară spre fundul unui lac periodic, de obicei sec. La ploi puternice sau topirea zăpezii pe aici apare un puternic curent de apă care inundă întreaga podea a peșterii de la acest nivel.
Dacă la ultimul cot escaladăm marele dom de pe partea dreaptă, după 12 m. ajungem în galeria superioară. Este mult mai strâmtă și urcă în trepte. Găsim și câteva formațiuni modeste, stalactite, stalagmite, scurgeri parietale.
Peștera este inundată o mare parte din an, după cum o dovedesc și pereții care au diferite culori în funcție de nivelul apei.

## Fauna
În peștera au fost identificate chilopode, lepidoptere, diptere, troglobiont, araneidae, copepode...

## Amenajare
După descoperirea Galeriei Superioare, Viorel Ludușan organizează amenajarea peșterii în scopuri turistice. Participă, pe lângă membrii clubului și speologi independenți sau turiști montani. Lucrările se execută între 1 și 31 august 1989 simultan cu ultima mare explorare din Zgurăști. Este instalată o punte peste cascadele de travertin apoi o potecă de acces pe partea stângă până sub grohotișul de la gura peșterii. 
Pe grohotiș se toarnă din beton o scară, cea mai grea operațiune. Betonul era adus de un trust de construcții gata amestecat și trebuia încărcat în ranițe militare și dus în spate pe panta de grogotiș. În peșteră s-au instalat scări de lemn la cele două săritori. 
De reținut faptul că întreaga sumă de bani necesară pentru materiale, beton, fier beton, scândură, grinzi, plus banii necesari pentru hrana speologilor constructori au fost obținuți din donațiile turiștilor care în trecere spre Scărișoara se opreau să vadă și cum se amenajează peștera Poarta lui Ionele. După 1990 peștera este administrată de Primaria locala.
În 2011, Consiliul Local din Gârda de Sus a hotărât modernizarea amenajării peșterii cu scări și podețuri metalice. Cu acest prilej, a fost blocat accesul la galeria superioară de dincolo de lacul periodic, tăind pe jumătate vechea scară de acces și turnând un zid de ciment la capătul acesteia, în scopul protejării faunei carstice (cu precădere cele două colonii de lilieci).

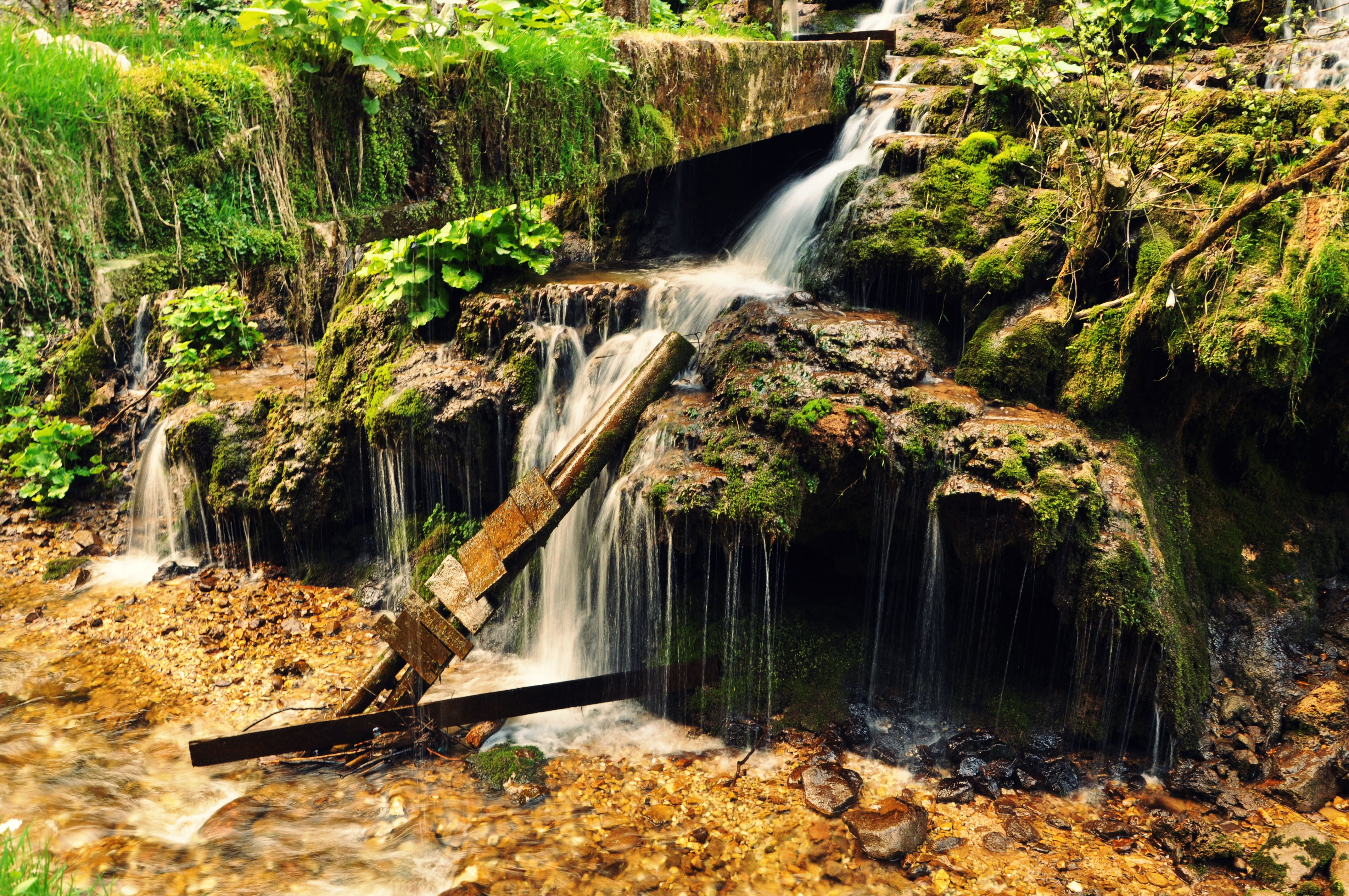
Cascadele de la Poarta lui Ionele